# آنا خنيتشينكوفا
آنا يوريفنا خنيتشينكوفا (الأوكرانية: Анна Юрійвна Хниченкова ، من مواليد 12 نوفمبر 1994) لاغبة متزلجة على الجليد أوكرانية ، فهي بطلة آيس ستار لعام 2016 ، الحائزة على الميدالية البرونزية في بطولة كأس الدولية لعام 2017 ، والبطلة الوطنية الأوكرانية لعام 2017. شاركت في التزلج الحر في خمس بطولات وتأهلت لأوكرانيا في دورة الألعاب الأولمبية الشتوية 2018.